# Djamila Bouhired
Djamila Bouhired (àrab: جميلة بوحيرد, Jamīla Bū-Hīrad) (Alger, juny de 1935) és una activista política algeriana. Com a militant independentista s'oposà al domini colonial francès, unint-se de ben jove al Front d'Alliberament Nacional (FAN).

## Biografia

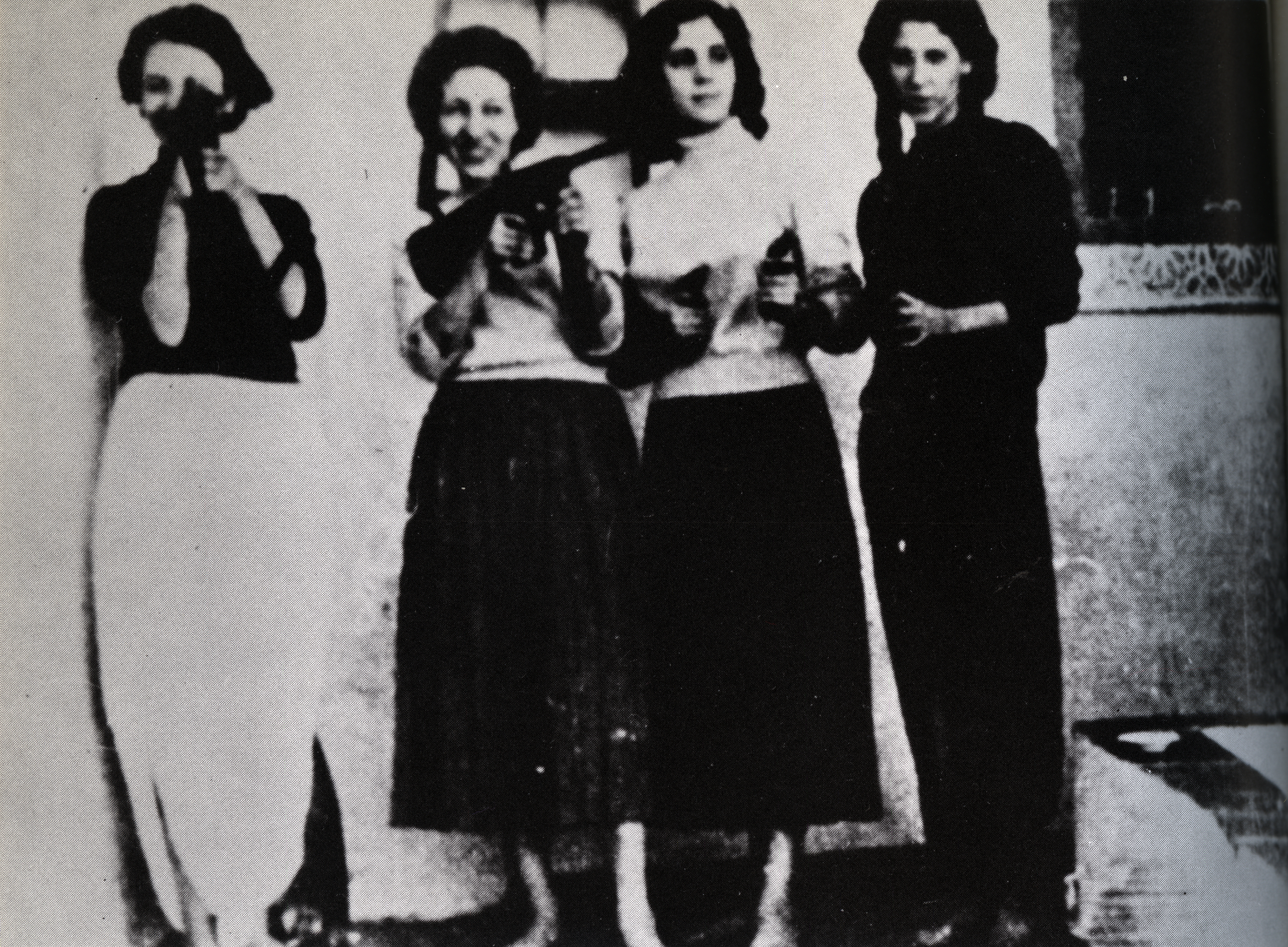
Versió cinematogràfica d'un escamot format per Samia Lakhdari, Zohra Drif, Djamila Bouhired i Hassiba Bent-Bouali.

Nascuda en una família de classe mitjana, de mare tunisiana i pare algerià, assistí a una escola francesa de l'Algèria colonial, època en què descobrí la seva vocació revolucionària. Quan tots els estudiants algerians repetien cada matí, de forma obligatòria, «França és la nostra mare», Bouhired es rebel·là cridant «Algèria és la nostra mare!». Naturalment, les autoritats del centre la castigaren. Mentre els seus germans estaven implicats amb la lluita independentista clandestina, Bouhired s'hi sumà i promocionà ràpidament dins l'estructura. Durant la revolució treballà com a agent d'enllaç i ajudant personal del comandant Yacef Saadi, a Alger.
En el marc de la batalla d'Alger, l'abril de 1957, abans d'una gran manifestació planejada a la Casba d'Alger, fou capturada pels francesos en un control militar i torturada per a obtenir informació sobre aquella manifestació. No divulgà cap informació sota tortura i, segons assegurà, repetí "Algèria és la nostra mare" mentre fou torturada. Malgrat aquesta situació extrema, que durà un total de 17 dies, no confessà haver comès cap delicte ni revelà cap informació confidencial sobre el FAN.
El juliol de 1957, quan tenia 19 anys, fou acusada i jutjada d'haver col·locat una bomba en una cafeteria, juntament amb una altra independentista algeriana, Djamila Bouazza. Els fets es remuntaven al 10 d'agost de 1956 quan esclatà una bomba en un establiment de la Rue de Thebes de la Casba —el barri vell d'Alger, poblat exclusivament per algerians musulmans- amb un resultat mortal d'11 civils. La presumpció d'haver estat un atac terrorista perpetrat pels serveis secrets francesos per a atemorir un barri rebel ha pres forma al llarg del temps, sent una operació de bandera falsa pendent de confirmació oficial. Davant d'aquesta situació, l'advocat francès Jacques Vergès, simpatitzant de la causa independentista algeriana, assumí el cas i decidí representar-la. En el que fou un judici històric, Vergès acusà el govern francès d'haver comès els actes imputats a la seva defensa, realitzant una campanya mediàtica entorn al cas. Malgrat els seus esforços, l'activista algeriana fou condemnada a mort per la guillotina.
Vergès escrigué amb d'altres companys una súplica per a què no s'executés la pena de mort a la jove algeriana. A més d'això, nombrosos grups de dins i fora d'Algèria intentaren convèncer el govern de no matar-la. Especialment, la princesa del Marroc Laila Ayesha es posà en contacte amb el president de França d'aquell moment, René Coty, i li demanà el perdó a la sentència de mort. Finalment, el perdó arribà i la condemna fou commutada per cadena perpètua. Bouhired complí la pena a la presó de Reims fins al 1962. Poc abans del final de la guerra d'Algèria fou alliberada juntament amb molts altres presoners algerians.
Vergès afirmà haver-se convertit en objectiu del govern colonial francès que, presumptament, llançà diversos intents fallits d'assassinat contra ell, inclosa una bomba al seu apartament i una altra al seu cotxe. Bouhired i Vergès es casaren un any després de la independència d'Algèria, havent-se convertit ell a l'islam en aquest moment, prenent el nom de "Mansoor". La parella tingué dos fills: Meriem i Liess Vergès. Després de compartir 7 anys junts, la parella se separà l'any 1970. Bouhired es convertí en presidenta de l'Associació de Dones Algerianes a l'Algèria Independent i se situà constantment a l'oposició del president del govern algerià Ahmed Ben Bella.
Bouhired fou una de les moltes dones que lluitaren per a l'emancipació i la igualtat a la nova Algèria independent. Tanmateix, la crisi econòmica i el creixement exponencial de la població causaren un augment del fonamentalisme islàmic, juntament amb noves lleis que permetiren un sistema polític multi-partit resultaren en guerra civil. La igualtat per a les dones no fou una prioritat dels governs formats al llarg de tota la història de descolonització. No obstant això, Bouhired sempre serà reconeguda per la seva feina no només per la independència algeriana sinó també en favor dels drets de les dones tant d'Algèria com de tot l'Orient Mitjà.

## Període d'empresonament
Molt pocs detalls es poden confirmar de forma independent del que succeí durant el seu empresonament. L'única informació disponible és la que ella i les seves fonts confirmaren amb posterioritat. Declarà que, durant l'empresonament, no només ella fou sotmesa a tortures sinó que també ho foren els seus germans, un d'ells davant de la seva mare.

## Actualitat
Bouhired resideix a Alger, la capital d'Algèria, i continua militant en diverses causes de les quals participa en protestes i marxes, incloent les protestes algerianes de 2019.

## A la cultura popular
Forma part d'una de les tres instal·ladores de bombes del Front que apareixen a la pel·lícula de 1966 La Battaglia di Algeri. També apareix a la pel·lícula del director egipci Youssef Chahine de 1958 Jamila, the Algerian i a la pel·lícula documental sobre Jacques Vergès de 2007 L'Avocat de la terreur.